# 佩德鲁迪托莱杜
佩德鲁迪托莱杜是巴西圣保罗州的一个市镇。总面积671.113平方公里，总人口10186人，人口密度15.2人/平方公里。